# Parque nacional de Pench (Maharashtra)
El parque nacional de Pench es un parque nacional en los distritos de Seoni y Chhindwara en el estado de Maharashtra, en la India. Es la zona en la que se desarrolla la intriga de El libro de la selva. Su nombre deriva del río Pench que fluye a través del parque de norte a sur dividiendo el parque en dos mitades casi iguales, una al este y otra al oeste, las zonas boscosas de los distritos de Seoni y Chhindwara respectivamente. Este parque es accesible desde Pauni en la autopista nacional 7 y tiene dos famosas entradas, Turiya y Karmajhiri.

## Historia
La zona de lo que actualmente es la reserva del tigre de Pench ha sido descrita en Ain-i-Akbari. Fue declarado santuario en 1977 pero alcanzó el estatus de parque nacional en 1983. En 1992, fue establecida como una reserva del tigre. El parque es famoso por rafting. En 2011 el parque ganó el "Premio a la mejor administración". 

## Flora

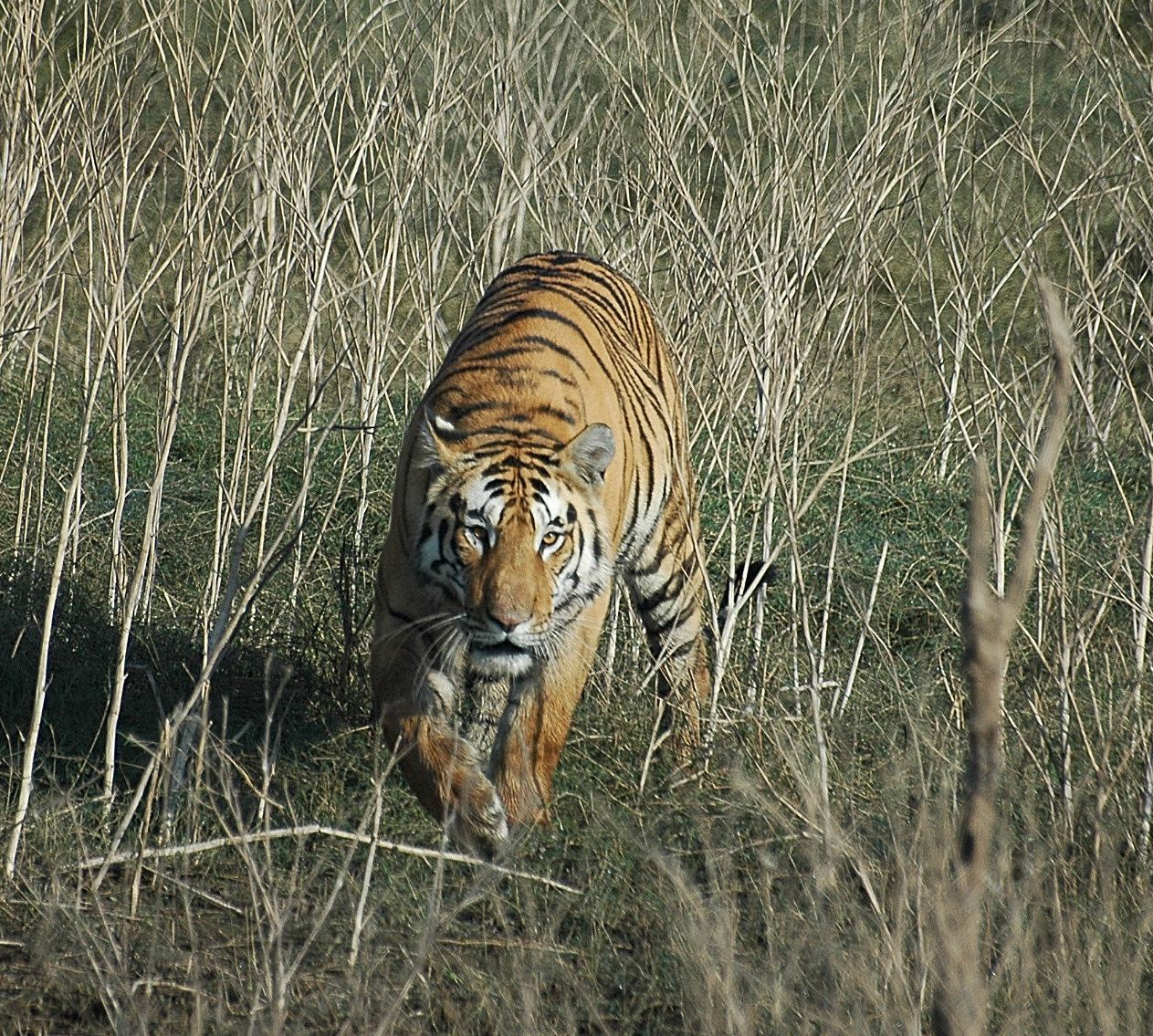
Tigre en el Parque nacional de Pench.

La cubierta arbórea en el parque incluye árboles de teca mezcladas con otras especies como el laurel indio (Terminalia tomentosa) kino de la India, "lendia" (Lagerstroemia parviflora), "haldu", "dhawa", salai, grosellero de la India (Phyllanthus emblica) y caña fístula. El terreno está cubierto con un laberinto de herbáceas, plantas, arbustos y retoños. El bambú se encuentra también en algunos lugares. Dispersos árboles de castaños tropicales Sterculia urens, a los que también se refieren como "árbol fantasma", destacan marcadamente entre los diversos tonos de verde. Otro árbol importante, tanto para la fauna como para los pueblos tribales de la región es la "mahua" (Madhuca longifolia). Las flores de este árbol las comen los mamíferos y las aves, y también las cosechan las tribus locales como comida y para hacer cerveza.

## Fauna
El tigre de Bengala es la principal especie de felino del parque presente en buen número pero que se avista raras veces. En el censo de 2011, se registraron 25 tigres en el parque, 39 especies de mamíferos, 13 especies de reptiles, 3 especies de anfibios. Animales salvajes que se ven a menudo son chital, sambar, nilgó, jabalí y chacal. También viven en el parque leopardo indio, osos perezosos, cuones, puercoespín, monos, gato de la jungla, zorros,lobo indio, hiena rayada, gaures, antílope cuatricorne y muntíaco.
El parque es rico en avifauna. Según una estimación de las autoridades de la vida salvaje , el parque alberga más de 210 especies incluyendo varias especies de aves migratorias. Algunas de ellas son pavos reales, gallos, cucal chino, barbudo calderero, bulbul cafre, drongo de raquetas grande, carraca india, shama oriental, yaguasa hindú, ánade rabudo, anatinos, garcetas y garzas, minivets, oropéndolas, lavanderas, capuchinos, estorninos y aves acuáticas.